# Fußball-Europameisterschaft 2016/Gruppe C
| Pl. | Land        | Sp. | S | U | N | Tore    | Diff. | Punkte |
| --- | ----------- | --- | - | - | - | ------- | ----- | ------ |
| 1.  | Deutschland | 3   | 2 | 1 | 0 | 003:000 | +3    | 07     |
| 2.  | Polen       | 3   | 2 | 1 | 0 | 002:000 | +2    | 07     |
| 3.  | Nordirland  | 3   | 1 | 0 | 2 | 002:200 | ±0    | 03     |
| 4.  | Ukraine     | 3   | 0 | 0 | 3 | 000:500 | −5    | 0      |

Gruppe C der Fußball-Europameisterschaft 2016:

## Polen – Nordirland 1:0 (0:0)
| Polen                                               | Polen | Nordirland | Nordirland | Aufstellung                        |
| --------------------------------------------------- | --- | --- | ---------- | ---------------------------------- |
| Polen                                               | \| 1. Spieltag \| \| 12. Juni 2016 um 18:00 Uhr in Nizza (Stade de Nice) \| \| Zuschauer: 33.742 \| \| Schiedsrichter: Ovidiu Hațegan ( Rumänien) \| \| Spielbericht \| | \| 1. Spieltag \| \| 12. Juni 2016 um 18:00 Uhr in Nizza (Stade de Nice) \| \| Zuschauer: 33.742 \| \| Schiedsrichter: Ovidiu Hațegan ( Rumänien) \| \| Spielbericht \|                                                                                              | Nordirland | Aufstellung Polen gegen Nordirland |
| Polen                                               | Wojciech Szczęsny – Łukasz Piszczek, Kamil Glik, Michał Pazdan, Artur Jędrzejczyk – Jakub Błaszczykowski (80. Kamil Grosicki), Grzegorz Krychowiak, Krzysztof Mączyński (78. Tomasz Jodłowiec), Bartosz Kapustka (88. Sławomir Peszko) – Arkadiusz Milik – Robert Lewandowski Cheftrainer: Adam Nawałka | Michael McGovern – Conor McLaughlin, Craig Cathcart, Jonny Evans, Gareth McAuley – Paddy McNair (46. Stuart Dallas), Oliver Norwood, Steven Davis , Chris Baird (76. Jamie Ward), Shane Ferguson (66. Conor Washington) – Kyle Lafferty Cheftrainer: Michael O’Neill | Nordirland | Aufstellung Polen gegen Nordirland |
| Polen                                               | 1:0 Milik (51.) | | Nordirland | Aufstellung Polen gegen Nordirland |
| Polen                                               | Kapustka (65.), Piszczek (89.) | Cathcart (69.) | Nordirland | Aufstellung Polen gegen Nordirland |
| Polen                                               | Spieler des Spiels: Grzegorz Krychowiak (Polen) | | Nordirland | Aufstellung Polen gegen Nordirland |
| 1. Spieltag                                         | | |            |                                    |
| 12. Juni 2016 um 18:00 Uhr in Nizza (Stade de Nice) | | |            |                                    |
| Zuschauer: 33.742                                   | | |            |                                    |
| Schiedsrichter: Ovidiu Hațegan ( Rumänien)          | | |            |                                    |
| Spielbericht                                        | | |            |                                    |

Beim Auftaktspiel der Gruppe C dominierte die polnische Auswahl das Spiel von Beginn an gegen eher passive und zurückhaltend agierende Nordiren. Den Siegtreffer erzielte Milik nach Vorlage durch Błaszczykowski in der 51. Spielminute. Während Polen sowohl davor, als auch im folgenden Spielverlauf weitere Torchancen vergab, konnte die nordirische Auswahl erst in der Schlussphase mehrmals offensiv auftreten.

## Deutschland – Ukraine 2:0 (1:0)
| Deutschland                                                           | Deutschland | Ukraine | Ukraine | Aufstellung                           |
| --------------------------------------------------------------------- | --- | --- | ------- | ------------------------------------- |
| Deutschland                                                           | \| 1. Spieltag \| \| 12. Juni 2016 um 21:00 Uhr in Villeneuve-d’Ascq (Stade Pierre-Mauroy) \| \| Zuschauer: 43.035 \| \| Schiedsrichter: Martin Atkinson ( England) \| \| Spielbericht \|                                                       | \| 1. Spieltag \| \| 12. Juni 2016 um 21:00 Uhr in Villeneuve-d’Ascq (Stade Pierre-Mauroy) \| \| Zuschauer: 43.035 \| \| Schiedsrichter: Martin Atkinson ( England) \| \| Spielbericht \| | Ukraine | Aufstellung Deutschland gegen Ukraine |
| Deutschland                                                           | Manuel Neuer – Benedikt Höwedes, Jérôme Boateng, Shkodran Mustafi, Jonas Hector – Sami Khedira, Toni Kroos – Thomas Müller, Mesut Özil, Julian Draxler (78. André Schürrle) – Mario Götze (90. Bastian Schweinsteiger) Cheftrainer: Joachim Löw | Andrij Pjatow – Artem Fedezkyj, Jewhen Chatscheridi, Jaroslaw Rakyzkyj, Wjatscheslaw Schewtschuk – Serhij Sydortschuk, Taras Stepanenko – Andrij Jarmolenko, Wiktor Kowalenko (73. Oleksandr Sintschenko), Jewhen Konopljanka – Roman Sosulja (66. Jewhen Selesnjow) Cheftrainer: Mychajlo Fomenko | Ukraine | Aufstellung Deutschland gegen Ukraine |
| Deutschland                                                           | 1:0 Mustafi (19.) 2:0 Schweinsteiger (90.+2′) | | Ukraine | Aufstellung Deutschland gegen Ukraine |
| Deutschland                                                           | Konopljanka (68.) | | Ukraine | Aufstellung Deutschland gegen Ukraine |
| Deutschland                                                           | Erstes Länderspieltor von Shkodran Mustafi. | | Ukraine | Aufstellung Deutschland gegen Ukraine |
| Deutschland                                                           | Spieler des Spiels: Toni Kroos (Deutschland) | | Ukraine | Aufstellung Deutschland gegen Ukraine |
| 1. Spieltag                                                           | | |         |                                       |
| 12. Juni 2016 um 21:00 Uhr in Villeneuve-d’Ascq (Stade Pierre-Mauroy) | | |         |                                       |
| Zuschauer: 43.035                                                     | | |         |                                       |
| Schiedsrichter: Martin Atkinson ( England)                            | | |         |                                       |
| Spielbericht                                                          | | |         |                                       |

Mustafi erzielte nach einem Freistoß von Kroos sein erstes Länderspieltor. Die erste Halbzeit war durch zahlreiche Chancen auf beiden Seiten geprägt. Während Khedira freistehend vor Pjatow das mögliche 2:0 vergab, bewahrte Neuer sein Team mehrere Male vor einem Gegentreffer. Besonderes Aufsehen erregte Boateng, der mit großem Einsatz ein Eigentor verhinderte. In der Nachspielzeit schloss der kurz zuvor eingewechselte Schweinsteiger einen Konter zum 2:0-Endstand ab. Damit war Deutschland der dritte amtierende Weltmeister nach 1976 (ebenfalls Deutschland), und 2000 (Frankreich), der sein erstes Spiel bei der der jeweiligen Weltmeisterschaft folgenden Europameisterschaft mit mehr als einem Tor Unterschied gewann.

## Ukraine – Nordirland 0:2 (0:0)
| Ukraine                                                        | Ukraine | Nordirland | Nordirland | Aufstellung                          |
| -------------------------------------------------------------- | --- | --- | ---------- | ------------------------------------ |
| Ukraine                                                        | \| 2. Spieltag \| \| 16. Juni 2016 um 18:00 Uhr in Décines-Charpieu (Stade de Lyon) \| \| Zuschauer: 51.043 \| \| Schiedsrichter: Pavel Královec ( Tschechien) \| \| Spielbericht \| | \| 2. Spieltag \| \| 16. Juni 2016 um 18:00 Uhr in Décines-Charpieu (Stade de Lyon) \| \| Zuschauer: 51.043 \| \| Schiedsrichter: Pavel Královec ( Tschechien) \| \| Spielbericht \|                                                                           | Nordirland | Aufstellung Ukraine gegen Nordirland |
| Ukraine                                                        | Andrij Pjatow – Artem Fedezkyj, Jewhen Chatscheridi, Jaroslaw Rakyzkyj, Wjatscheslaw Schewtschuk – Serhij Sydortschuk (76. Denys Harmasch), Taras Stepanenko – Andrij Jarmolenko, Wiktor Kowalenko (83. Oleksandr Sintschenko), Jewhen Konopljanka – Jewhen Selesnjow (71. Roman Sosulja) Cheftrainer: Mychajlo Fomenko | Michael McGovern – Aaron Hughes, Craig Cathcart, Gareth McAuley, Jonny Evans – Jamie Ward (69. Niall McGinn), Corry Evans (87. Paddy McNair), Steven Davis , Oliver Norwood, Stuart Dallas – Conor Washington (84. Josh Magennis) Cheftrainer: Michael O’Neill | Nordirland | Aufstellung Ukraine gegen Nordirland |
| Ukraine                                                        | 0:1 McAuley (49.) 0:2 McGinn (90.+6′) | | Nordirland | Aufstellung Ukraine gegen Nordirland |
| Ukraine                                                        | Selesnjow (40.), Sydortschuk (67.) | Ward (63.), Dallas (87.), J. Evans (90.) | Nordirland | Aufstellung Ukraine gegen Nordirland |
| Ukraine                                                        | Spieler des Spiels: Gareth McAuley (Nordirland) | | Nordirland | Aufstellung Ukraine gegen Nordirland |
| 2. Spieltag                                                    | | |            |                                      |
| 16. Juni 2016 um 18:00 Uhr in Décines-Charpieu (Stade de Lyon) | | |            |                                      |
| Zuschauer: 51.043                                              | | |            |                                      |
| Schiedsrichter: Pavel Královec ( Tschechien)                   | | |            |                                      |
| Spielbericht                                                   | | |            |                                      |

Das Spiel musste in der 55. Minute für etwa 4 Minuten wegen Starkregen und Hagel unterbrochen werden.

## Deutschland – Polen 0:0
| Deutschland                                                 | Deutschland | Polen | Polen | Aufstellung                         |
| ----------------------------------------------------------- | --- | --- | ----- | ----------------------------------- |
| Deutschland                                                 | \| 2. Spieltag \| \| 16. Juni 2016 um 21:00 Uhr in Saint-Denis (Stade de France) \| \| Zuschauer: 73.648 \| \| Schiedsrichter: Björn Kuipers ( Niederlande) \| \| Spielbericht \|                                                | \| 2. Spieltag \| \| 16. Juni 2016 um 21:00 Uhr in Saint-Denis (Stade de France) \| \| Zuschauer: 73.648 \| \| Schiedsrichter: Björn Kuipers ( Niederlande) \| \| Spielbericht \| | Polen | Aufstellung Deutschland gegen Polen |
| Deutschland                                                 | Manuel Neuer – Benedikt Höwedes, Jérôme Boateng, Mats Hummels, Jonas Hector – Toni Kroos, Sami Khedira – Thomas Müller, Mesut Özil, Julian Draxler (71. Mario Gómez) – Mario Götze (66. André Schürrle) Cheftrainer: Joachim Löw | Łukasz Fabiański – Łukasz Piszczek, Kamil Glik, Michał Pazdan, Artur Jędrzejczyk – Jakub Błaszczykowski (80. Bartosz Kapustka), Grzegorz Krychowiak, Krzysztof Mączyński (76. Tomasz Jodłowiec), Kamil Grosicki (87. Sławomir Peszko) – Arkadiusz Milik, Robert Lewandowski Cheftrainer: Adam Nawałka | Polen | Aufstellung Deutschland gegen Polen |
| Deutschland                                                 | Khedira (3.), Özil (34.), Boateng (67.) | Mączyński (45.), Grosicki (55.), Peszko (90.+3′) | Polen | Aufstellung Deutschland gegen Polen |
| Deutschland                                                 | Spieler des Spiels: Jérôme Boateng (Deutschland) | | Polen | Aufstellung Deutschland gegen Polen |
| 2. Spieltag                                                 | | |       |                                     |
| 16. Juni 2016 um 21:00 Uhr in Saint-Denis (Stade de France) | | |       |                                     |
| Zuschauer: 73.648                                           | | |       |                                     |
| Schiedsrichter: Björn Kuipers ( Niederlande)                | | |       |                                     |
| Spielbericht                                                | | |       |                                     |

Nach einem an Torchancen armen Spiel verzeichnete die EM ihr erstes torloses Unentschieden. Der deutschen Mannschaft gelang es gegen sehr defensiv stehende und auf Konter wartende Polen kaum, Torgefahr zu entwickeln; die größte Chance des Spiels hatte Milik für Polen, der unmittelbar nach Wiederanpfiff im Fünfmeterraum nicht richtig zum Kopfball kam. Defensiv überzeugte die Mannschaft jedoch voll und ganz. Fast jeder Angriff der Polen konnte, wenn auch manchmal erst durch die Verhinderung des Abschlusses, unterbunden werden. Wenn ein polnischer Spieler doch mal zum Abschluss kam, war Neuer stets zur Stelle.

## Ukraine – Polen 0:1 (0:0)
| Ukraine                                                   | Ukraine | Polen | Polen | Aufstellung                     |
| --------------------------------------------------------- | --- | --- | ----- | ------------------------------- |
| Ukraine                                                   | \| 3. Spieltag \| \| 21. Juni 2016 um 18:00 Uhr in Marseille (Stade Vélodrome) \| \| Zuschauer: 58.874 \| \| Schiedsrichter: Svein Oddvar Moen ( Norwegen) \| \| Spielbericht \| | \| 3. Spieltag \| \| 21. Juni 2016 um 18:00 Uhr in Marseille (Stade Vélodrome) \| \| Zuschauer: 58.874 \| \| Schiedsrichter: Svein Oddvar Moen ( Norwegen) \| \| Spielbericht \| | Polen | Aufstellung Ukraine gegen Polen |
| Ukraine                                                   | Andrij Pjatow – Artem Fedezkyj, Jewhen Chatscheridi, Oleksandr Kutscher, Bohdan Butko – Ruslan Rotan , Taras Stepanenko – Andrij Jarmolenko, Oleksandr Sintschenko (73. Wiktor Kowalenko), Jewhen Konopljanka – Roman Sosulja (90.+2′ Anatolij Tymoschtschuk) Cheftrainer: Mychajlo Fomenko | Łukasz Fabiański – Thiago Cionek, Kamil Glik, Michał Pazdan, Artur Jędrzejczyk – Tomasz Jodłowiec, Grzegorz Krychowiak – Piotr Zieliński (46. Jakub Błaszczykowski), Arkadiusz Milik (90.+3′ Filip Starzyński), Bartosz Kapustka (71. Kamil Grosicki) – Robert Lewandowski Cheftrainer: Adam Nawałka | Polen | Aufstellung Ukraine gegen Polen |
| Ukraine                                                   | 0:1 Błaszczykowski (54.) | | Polen | Aufstellung Ukraine gegen Polen |
| Ukraine                                                   | Rotan (25.), Kutscher (38.) | Kapustka (60.) | Polen | Aufstellung Ukraine gegen Polen |
| Ukraine                                                   | Spieler des Spiels: Ruslan Rotan (Ukraine) | | Polen | Aufstellung Ukraine gegen Polen |
| 3. Spieltag                                               | | |       |                                 |
| 21. Juni 2016 um 18:00 Uhr in Marseille (Stade Vélodrome) | | |       |                                 |
| Zuschauer: 58.874                                         | | |       |                                 |
| Schiedsrichter: Svein Oddvar Moen ( Norwegen)             | | |       |                                 |
| Spielbericht                                              | | |       |                                 |

## Nordirland – Deutschland 0:1 (0:1)
| Nordirland                                             | Nordirland | Deutschland | Deutschland | Aufstellung                              |
| ------------------------------------------------------ | --- | --- | ----------- | ---------------------------------------- |
| Nordirland                                             | \| 3. Spieltag \| \| 21. Juni 2016 um 18:00 Uhr in Paris (Parc des Princes) \| \| Zuschauer: 44.125 \| \| Schiedsrichter: Clément Turpin ( Frankreich) \| \| Spielbericht \|                                                                                    | \| 3. Spieltag \| \| 21. Juni 2016 um 18:00 Uhr in Paris (Parc des Princes) \| \| Zuschauer: 44.125 \| \| Schiedsrichter: Clément Turpin ( Frankreich) \| \| Spielbericht \|                                                                                  | Deutschland | Aufstellung Nordirland gegen Deutschland |
| Nordirland                                             | Michael McGovern – Aaron Hughes, Gareth McAuley, Craig Cathcart, Jonny Evans – Jamie Ward (70. Josh Magennis), Corry Evans (84. Niall McGinn), Steven Davis , Oliver Norwood, Stuart Dallas – Conor Washington (59. Kyle Lafferty) Cheftrainer: Michael O’Neill | Manuel Neuer – Joshua Kimmich, Jérôme Boateng (76. Benedikt Höwedes), Mats Hummels, Jonas Hector – Sami Khedira (69. Bastian Schweinsteiger), Toni Kroos – Mesut Özil, Thomas Müller, Mario Götze (55. André Schürrle) – Mario Gómez Cheftrainer: Joachim Löw | Deutschland | Aufstellung Nordirland gegen Deutschland |
| Nordirland                                             | 0:1 Gómez (30.) | | Deutschland | Aufstellung Nordirland gegen Deutschland |
| Nordirland                                             | Spieler des Spiels: Mesut Özil (Deutschland) | | Deutschland | Aufstellung Nordirland gegen Deutschland |
| 3. Spieltag                                            | | |             |                                          |
| 21. Juni 2016 um 18:00 Uhr in Paris (Parc des Princes) | | |             |                                          |
| Zuschauer: 44.125                                      | | |             |                                          |
| Schiedsrichter: Clément Turpin ( Frankreich)           | | |             |                                          |
| Spielbericht                                           | | |             |                                          |

Die deutsche Mannschaft dominierte das Spiel von Anfang an und schaffte es auch, mehrere gute Chancen zu entwickeln, die jedoch bis zur 30. Spielminute ungenutzt blieben. Nach dem Tor dominierte Deutschland weiter, und war auch bis zur 2. Halbzeit fast immer im Strafraum der Nordiren. In der zweiten Hälfte schalteten die Deutschen mehrere Gänge runter und waren auch nicht mehr so oft vor McGovern unterwegs, dominierten das Spiel jedoch nach wie vor.